# Kałużyce
Kałużyce, Kalużyce (błr. Калюжыца, Kalużyca; ros. Колюжица, Kolużyca) – wieś na Białorusi, w obwodzie mińskim, w rejonie berezyńskim, w sielsowiecie Berezyna. W 2008 roku liczyła 72 mieszkańców, rok później odnotowano ich 44. Kałużyce leżą nad rzeką Uszą (prawym dopływem Berezyny), opodal drogi z miasta Berezyny do Borysowa, na wschód od Mińska.
Dawny majątek ziemski w powiecie ihumeńskim, w guberni mińskiej. Od XVIII wieku do rewolucji październikowej w rękach rodu Wańkowiczów, po pokoju ryskim w granicach Białoruskiej Socjalistycznej Republiki Radzieckiej.
Dobra obejmowały 4,5 tys. mórg (ok. 2,5 tys. ha), w tym 1,9 tys. mórg (10 km²) lasu. W majątku znajdowały się m.in. gorzelnia i młyn. Dwór został zniszczony, zachowały się nagrobki i grobowiec rodzinny.
W Kałużycach urodzili się Walenty Wańkowicz – malarz epoki romantyzmu, oraz Melchior Wańkowicz – pisarz, dziennikarz, reportażysta i publicysta. Ten ostatni wspomnienia z czasu, gdy wychowywał się w majątku rodzinnym będącym wówczas własnością jego starszego brata zawarł w książce Szczenięce lata.
Majątek w Ignatyczach został opisany w 1. tomie Dziejów rezydencji na dawnych kresach Rzeczypospolitej Romana Aftanazego.